# Euclystis guérini
Euclystis guérini är en fjärilsart som beskrevs av Achille Guenée 1852. Euclystis guérini ingår i släktet Euclystis och familjen nattflyn. Inga underarter finns listade i Catalogue of Life.